# IOS 16
iOS 16 là phiên bản iOS thứ mười sáu, ra mắt ngày 7 tháng 6 năm 2022 tại WWDC 2022 của Apple và ra mắt chính thức ngày 12 tháng 9 năm 2022. Phiên bản này có sự thay đổi lớn thiết kế màn hình khóa, thêm nhiều tính năng mới và dừng cập nhật một số thiết bị cũ.

## Tính năng Cũ

### Màn hình khóa
Sự thay đổi lớn nhất iOS 16 so với tiền nhiệm nằm ở màn hình khóa. Màn hình khóa mới trên iOS 16 ngoài có một bố cục mới còn được bổ sung Widget và hỗ trợ cá nhân hóa cao.
Widget có mặt từ iOS 14 ở màn hình chính, và giờ được thêm vào màn hình khóa. Số lượng Widget hỗ trợ màn hình khóa chưa được nhiều, chỉ có một số như thời tiết, thời gian biểu, múi giờ, báo thức, thời lượng pin,...
Người dùng không chỉ có một, mà có thể tạo nhiều màn hình khóa khác nhau trên iOS 16, giống với watchOS từ nhiều năm trước đó. Mỗi màn hình khóa được tạo sẽ có những kiểu dáng khác nhau và có thể dễ dàng chuyển đổi qua lại
Một điều thay đổi nữa, đó là tất cả thông báo được đẩy xuống đáy màn hình khóa. Việc hiển thị thông báo ở màn hình khóa giờ đây đã hỗ trợ 3 dạng: dạng danh sách, dạng ngăn xếp và ẩn đi.

### Trí tuệ nhân tạo
Một tính năng mạnh mẽ có mặt trên iOS 16 là tách nền đối tượng trong ảnh. Khi đối tượng đã được tách, người dùng có thể copy và paste chúng, không khác gì việc copy và patse văn bản. Tính năng này chỉ khả dụng ở ứng dụng Ảnh, Safari, các ảnh chụp màn hình.
Tính năng Live Text lần đầu xuất hiện trên iOS 15 đã giúp người dùng lấy chữ có trong những bức ảnh. Và trên iOS 16, tính năng này được nâng cấp để hỗ trợ lấy chữ từ video. Tuy nhiên, tính năng Live Text chưa hỗ trợ tiếng Việt.

### Phần trăm pin
Từ khi iPhone X ra mắt, trong 5 phiên bản iOS (11 - 15), tính năng hiển thị phần trăm pin đã bị loại bỏ do thiếu không gian hiển thị. Do vậy, phiên bản iOS 16 đã cho tính năng hiển thị phần trăm pin xuất hiện trở lại ở hầu hết các dòng máy, tuy nhiên trong 4 phiên bản đầu tiên thì các dòng iPhone màn hình nhỏ như iPhone XR, iPhone 12 mini, iPhone 13 mini,... lại chưa có tính năng này. Phiên bản iOS 16.1 có sự thay đổi về giao diện phần trăm pin với thiết kế trực quan hơn, đồng thời các dòng iPhone màn hình nhỏ như iPhone XR, iPhone 12 mini, iPhone 13 mini,... mới có tính năng này.

## Thiết bị hỗ trợ
Các thiết bị iPhone ra mắt từ 2017 về sau sẽ được cập nhật lên iOS 16. Điều đó có nghĩa là iPhone 6S/6S Plus, iPhone 7/7 Plus, iPhone SE (thế hệ thứ nhất) và iPod Touch (thế hệ 7) (từng được hỗ trợ iOS 15) sẽ không thể cập nhật lên phiên bản này. Dưới đây là danh sách đầy đủ thiết bị hỗ trợ cập nhật lên iOS 16:
- iPhone 8/8 Plus
- iPhone X
- iPhone XS/XS Max
- iPhone XR
- iPhone 11
- iPhone 11 Pro/11 Pro Max
- iPhone SE (thế hệ thứ 2)
- iPhone 12/12 mini
- iPhone 12 Pro/12 Pro Max
- iPhone 13/13 mini
- iPhone 13 Pro/13 Pro Max
- iPhone SE (thế hệ thứ 3)
- iPhone 14/14 Plus
- iPhone 14 Pro/14 Pro Max

## Lịch sử phiên bản chính thức
Bản beta dành cho nhà phát triển đầu tiên của iOS 16 được phát hành vào ngày 6 tháng 6 năm 2022. iOS 16 được phát hành chính thức vào ngày 12 tháng 9 năm 2022.
|  | Bản phát hành trước đó |  | Bản phát hành hiện tại |  | Phiên bản beta hiện tại |  | Bản cập nhật bảo mật |

| Phiên bản  | Ngày phát hành       | Ghi chú phát hành                  |
| ---------- | -------------------- | ---------------------------------- |
| 16.0       | 12 tháng 9 năm 2022  | Ghi chú phát hành Nội dung bảo mật |
| 16.0.1     | 14 tháng 9 năm 2022  | Ghi chú phát hành                  |
| 16.0.2     | 22 tháng 9 năm 2022  | Ghi chú phát hành                  |
| 16.0.3     | 10 tháng 10 năm 2022 | Ghi chú phát hành Nội dung bảo mật |
| 16.1       | 24 tháng 10 năm 2022 | Ghi chú phát hành Nội dung bảo mật |
| 16.1.1     | 9 tháng 11 năm 2022  | Ghi chú phát hành Nội dung bảo mật |
| 16.1.2     | 30 tháng 11 năm 2022 | Ghi chú phát hành Nội dung bảo mật |
| 16.2       | 13 tháng 12 năm 2022 | Ghi chú phát hành Nội dung bảo mật |
| 16.3       | 23 tháng 1 năm 2023  | Ghi chú phát hành Nội dung bảo mật |
| 16.3.1     | 13 tháng 2 năm 2023  | Ghi chú phát hành Nội dung bảo mật |
| 16.4       | 27 tháng 3 năm 2023  | Ghi chú phát hành Nội dung bảo mật |
| 16.4.1     | 7 tháng 4 năm 2023   | Ghi chú phát hành Nội dung bảo mật |
| 16.4.1 (a) | 1 tháng 5 năm 2023   | Ghi chú phát hành                  |
| 16.5       | 18 tháng 5 năm 2023  | Ghi chú phát hành Nội dung bảo mật |
| 16.5.1     | 21 tháng 6 năm 2023  | Ghi chú phát hành Nội dung bảo mật |
| 16.5.1 (a) | 10 tháng 7 năm 2023  | Nội dung bảo mật                   |
| 16.5.1 (c) | 12 tháng 7 năm 2023  | Nội dung bảo mật                   |
| 16.6       | 24 tháng 7 năm 2023  | Ghi chú phát hành Nội dung bảo mật |
| 16.6.1     | 7 tháng 9 năm 2023   | Ghi chú phát hành Nội dung bảo mật |
| 16.7       | 21 tháng 9 năm 2023  | Ghi chú phát hành Nội dung bảo mật |
| 16.7.1     | 10 tháng 10 năm 2023 | Ghi chú phát hành Nội dung bảo mật |
| 16.7.2     | 25 tháng 10 năm 2023 | Ghi chú phát hành Nội dung bảo mật |
| 16.7.3     | 11 tháng 12 năm 2023 | Ghi chú phát hành Nội dung bảo mật |
| 16.7.4     | 19 tháng 12 năm 2023 | Ghi chú phát hành                  |
| 16.7.5     | 22 tháng 1 năm 2024  | Ghi chú phát hành Nội dung bảo mật |
| 16.7.6     | 5 tháng 8 năm 2024   | Ghi chú phát hành Nội dung bảo mật |
| 16.7.7     | 21 tháng 3 năm 2024  | Ghi chú phát hành Nội dung bảo mật |
| 16.7.8     | 13 tháng 5 năm 2024  | Ghi chú phát hành Nội dung bảo mật |
| 16.7.9     | 29 tháng 7 năm 2024  | Ghi chú phát hành Nội dung bảo mật |
| 16.7.10    | 7 tháng 8 năm 2024   | Ghi chú phát hành                  |

1. ↑  Chỉ có sẵn cho các mẫu iPhone 14
2. 1 2 3 4 5 6 7 8  Chỉ khả dụng cho các thiết bị không được iOS 17 hỗ trợ, bao gồm: iPhone 8, iPhone 8 Plus và iPhone X